# Música da Finlândia

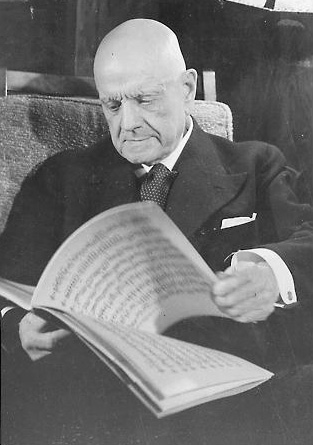
O compositor finlandês Jean Sibelius.

A música da Finlândia tem influências nitidamente escandinavas, e o metal sinfônico é muito popular, o piano também é um instrumento popular neste país.
Diferentemente de outros países nórdicos, a Finlândia tem um povo com origens fino-úgricas, e não germânicas, o que deu à música folclórica local um distinto toque asiático. Influências estrangeiras posteriores se deram pelos luteranos, no século XVI; e pelos russos, que governaram o país de 1814 a 1917.
O nacionalismo finlandês tem seu despertar em 1835 com a publicação da "Kalevala", o grande poema épico nacional escrito por Elias Lönnrot. O poeta mais tarde publicou uma série de poemas líricos intitulada Kanteletar, batizada em referência ao kantele, instrumento utilizado pelos bardos para cantar suas canções.
Ainda no século XIX, um compositor alemão, Frederick Pacius, acabou se sobressaindo no país compondo hinos patrióticos e a primeira ópera finalndesa, Kung Karls jakt ("A Caçada de Rei Charles"). A segunda metade do século XIX dá à luz vários compositores nativos notórios, como Axel Gabriel, Martin Wegelius, Robert Kajanus e aquele que é o mais conhecido de todos, Jean Sibelius.
Sibelius foi ativo nos finais do século XIX e princípios do século XX, uma época de intensivo nacionalismo no país. Da era pós-Sibelius, destacam-se nomes como Oskar Merikanto, Selim Palmgreen, Toivo Kuul, Leevi Madetoja, Vaino Raitio, Yrjö Kilpinen e Unno Klami.
Algumas bandas Finlandesas de sucesso são HIM, Apocalyptica, The 69 Eyes, Sonata Arctica, Children of Bodom, Nightwish, Korpiklaani, Stratovarius, The Rasmus, Poets of the Fall e Lordi entre outras.
Na Finlândia, também é comum estilos como o Techno e o Trance fazerem bastante sucesso.